# 戦時版よみうり
戦時版よみうり（せんじばんよみうり）は、1944年3月1日から1945年3月31日にかけて、読売新聞社が発行していたタブロイド紙。通巻395号。

## 概要
読売新聞社が、太平洋戦争の戦時下であった当時、勤労者向けに戦意高揚などを狙って創刊した新聞。基本的にタブロイド判4ページ（1944年11月1日より2ページ）で、戦況ニュースや生産現場の話題などに加え、4コマ漫画（田河水泡『のらくろ』）・小説（小栗虫太郎『成層圏魔城』）・囲碁・将棋・映画評論などの娯楽要素もあった。発行部数は約10万部。定価は1か月70銭。
創刊の背景には、1944年に入り新聞用紙の不足が顕著となったことがあり、読売新聞（当時は『讀賣報知』）も同年3月6日に夕刊の発行を休止せざるを得ない状況だったが、その中でも朝刊4ページ分の用紙を確保するため、本紙が企画されたという。また同日には、毎日新聞・中日新聞・西日本新聞なども同様の「戦時版」を創刊しており、国策の一種であったことが伺える。

## 再発見
本紙はマイクロフィルム化などが行われなかったため、戦後読売新聞社社内でも半ば存在が忘れられ、一部（1944年3 - 5月、9月）が社内の資料室に事実上放置された状態で残るのみだった。戦中に読売新聞社の本社ビルが空襲で全焼したことが背景にあると見られる。
2020年11月、九州大学韓国研究センター教授の永島広紀が、研究の一環として本紙に関する調査を始める。国立国会図書館にも所蔵されておらず、前述の通り、読売新聞社にも一部が残るのみだったが、永島が全国の図書館に保存状況を問い合わせた結果、県立長野図書館に1944年6月以降廃刊までの号が保存されていることが判明。読売新聞社保存分と合わせることで、発禁等の理由で一部欠落した号はあるものの、ほぼ全号が揃う形となった。

### デジタル化
読売新聞社では、永島とも協力して、この度再発見された本紙のデジタル化作業を進め、2025年8月に同社の紙面データベース『ヨミダス』にて公開する予定。『ヨミダス』で戦時版オプションを契約した図書館等で閲覧可能になる。